# Алексеевская волость (Старобельский уезд)
Алексе́евская во́лость — историческая административно-территориальная единица Старобельского уезда Харьковской губернии с центром в слободе Алексеевка.
По состоянию на 1885 год состояла из 10 поселений, 11 сельских общин. Население — 8 469 человек (4 259 мужского пола и 4 210 — женского), 1 237 дворовых хозяйства.
|                       | Площадь, десятин | В том числе пахотной, дес. |
| --------------------- | ---------------- | -------------------------- |
| Сельских общин        | 23382            | 21066                      |
| Частной собственности | 1633             | 1550                       |
| Другой собственности  | 134              | 100                        |
| В целом               | 25149            | 22716                      |

Поселение волости по состоянию на 1885 год:
- Алексеевка — бывшая государственная слобода при реке Белая в 18 верстах от уездного города, 1 233 человека, 174 дворовых хозяйства, православная церковь, 2 лавки, 2 ярмарки в год.
- Бунчуковка — бывший государственный хутор, 979 человек, 220 дворовых хозяйств, молитвенный дом.
- Заиковка — бывший государственный хутор при реке Белая, 641 человек, 220 дворовых хозяйств.
- Коноплянка — бывший государственный хутор, 530 человек, 78 дворовых хозяйств.
- Нещеретово — бывшая государственная слобода при реке Белая, 2 365 человек, 339 дворовых хозяйств, православная церковь, школа, 2 постоялых двора, 3 лавки, ежегодная ярмарка.
- Паньков — бывший государственный хутор, 557 человек, 74 дворовых хозяйства.
- Целуйков — бывший государственный хутор, 905 человек, 142 дворовых хозяйства.

Крупнейшие поселения волости состоянию на 1914 год:
- слобода Алексеевка — 2041 житель;
- слобода Нещеретово — 3753 жителя;
- слобода Целуйков — 1667 жителей;
- слобода Заиковка — 1174 жителя;
- слобода Бунчуковка — 1671 житель.

Старшиной волости был Николай Арсеньевич Светличный, волостным писарем — Алексей Андрианович Головко, председателем волостного суда — Тимофей Трофимович Царенко.